# Elecciones provinciales de Santiago del Estero de 1920
Las elecciones provinciales de Santiago del Estero de 1920 tuvieron lugar el 25 de enero del mencionado año con el objetivo de restaurar las instituciones democráticas constitucionales y autónomas de la provincia después de la intervención federal decretada por el gobierno de Hipólito Yrigoyen. Se trató de las primeras elecciones que tenían lugar bajo la Ley Sáenz Peña, vigente en el resto del país desde 1912. Fueron, por lo tanto, las primeras elecciones relativamente libres en la historia de la provincia.
El antiguo Partido Conservador gobernante de la provincia colapsó tras la intervención, con lo que el panorama se vio dominado por la Unión Cívica Radical, partido del presidente Yrigoyen. Sin embargo, la UCR santigueña se dividió antes de los comicios. Manuel Cáceres compitió como candidato de la UCR oficial, mientras que el radicalismo disidente con la conducción nacional postuló a Pío Montenegro. En los comicios, realizados poco antes de las elecciones legislativas de medio término, se impuso Cáceres por amplio margen, con un 66,54% de los votos contra el 33,46% de Montenegro, y asumió el cargo el 15 de abril. Sin embargo, no completó su mandato constitucional ya que sería depuesto en febrero de 1924, tan solo dos meses antes, por una nueva intervención decretada por el presidente Marcelo Torcuato de Alvear.